# Francis Legatt Chantrey
Sir Francis Legatt Chantrey (Norton, 7 aprile 1782 – Londra, 25 novembre 1841) è stato uno scultore inglese, uno dei principali del periodo neoclassico, le cui opere si caratterizzarono per l'acutezza psicologica, la precisione realistica e qualche influenza barocca.

## Biografia
Nacque in una località di Graves Park, presso Sheffield, nello Yorkshire meridionale, dove il padre, un carpentiere aveva una piccola bottega.
Dopo la morte del padre, avvenuta nel 1790, seguì un apprendistato di scultura, intarsio, pittura sotto la guida di Raphael Smith, prima di frequentare i corsi della Royal Academy of Arts dal 1804 al 1807.
Grazie al successo riscosso per la Testa di Satana, esibito all'Accademia, e soprattutto per i quattro busti degli ammiragli Adam Duncan, Richard Howe, John Jervis, Horatio Nelson e di John Horne Tooke, ricevette numerose richieste per lavori scultorei e pittorici.
Nel 1819 visitò l'Italia, dove venne a contatto con gli artisti di Firenze e di Roma, e nello stesso periodo divenne membro della Royal Academy, e ottenne la laurea presso l'Università di Cambridge.
Dal 1835 incominciò la sua attività di insegnante, interrotta solo negli ultimi anni di vita, a causa di problemi cardiaci.
L'artista divenne celebre per le statue raffiguranti personaggi importanti: di George Washington nel municipio di Boston; di Giorgio III a Londra; di Giorgio IV del Regno Unito nel castello di Windsor; di William Pitt in Hanover Square; di James Watt in Westminster; di John Dalton in Manchester.
Di pregevole valore furono anche i suoi monumenti equestri e quelli dedicati ai bambini.
Tra le caratteristiche preminenti delle opere di Chantrey, si enumerano la idealizzazione ed il risalto psicologico dei personaggi descritti. Ad esempio, per il medaglione realizzato per la tomba di Francis Horner a Livorno (1818 circa), numerosi visitatori contemporanei testimoniarono lo sbalorditivo realismo del ritratto, che, a loro dire, esaltava le caratteristiche psicologiche del personaggio.

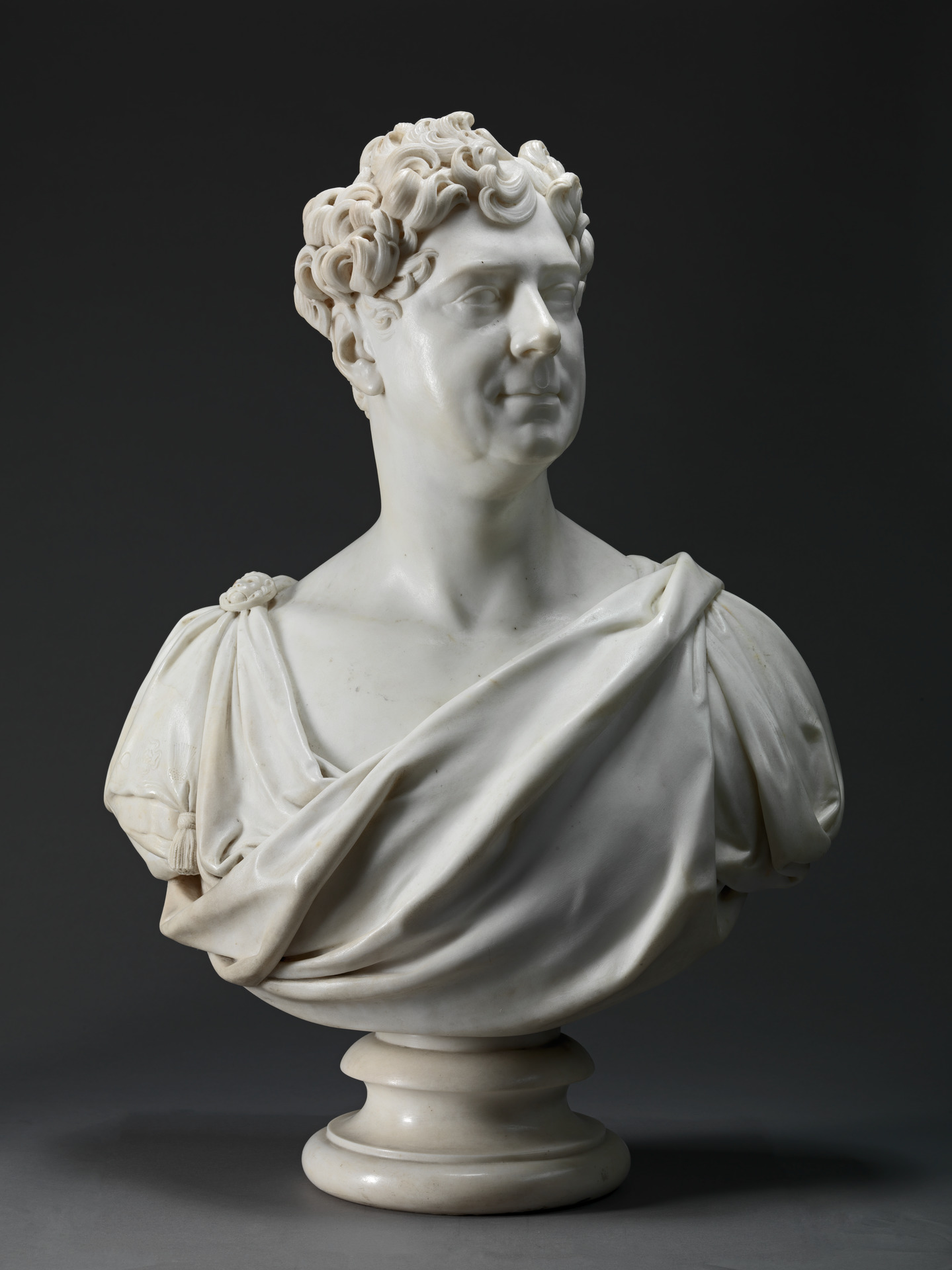
Giorgio IV del Regno Unito, 1827, Yale Center for British Art, Yale University, New Haven
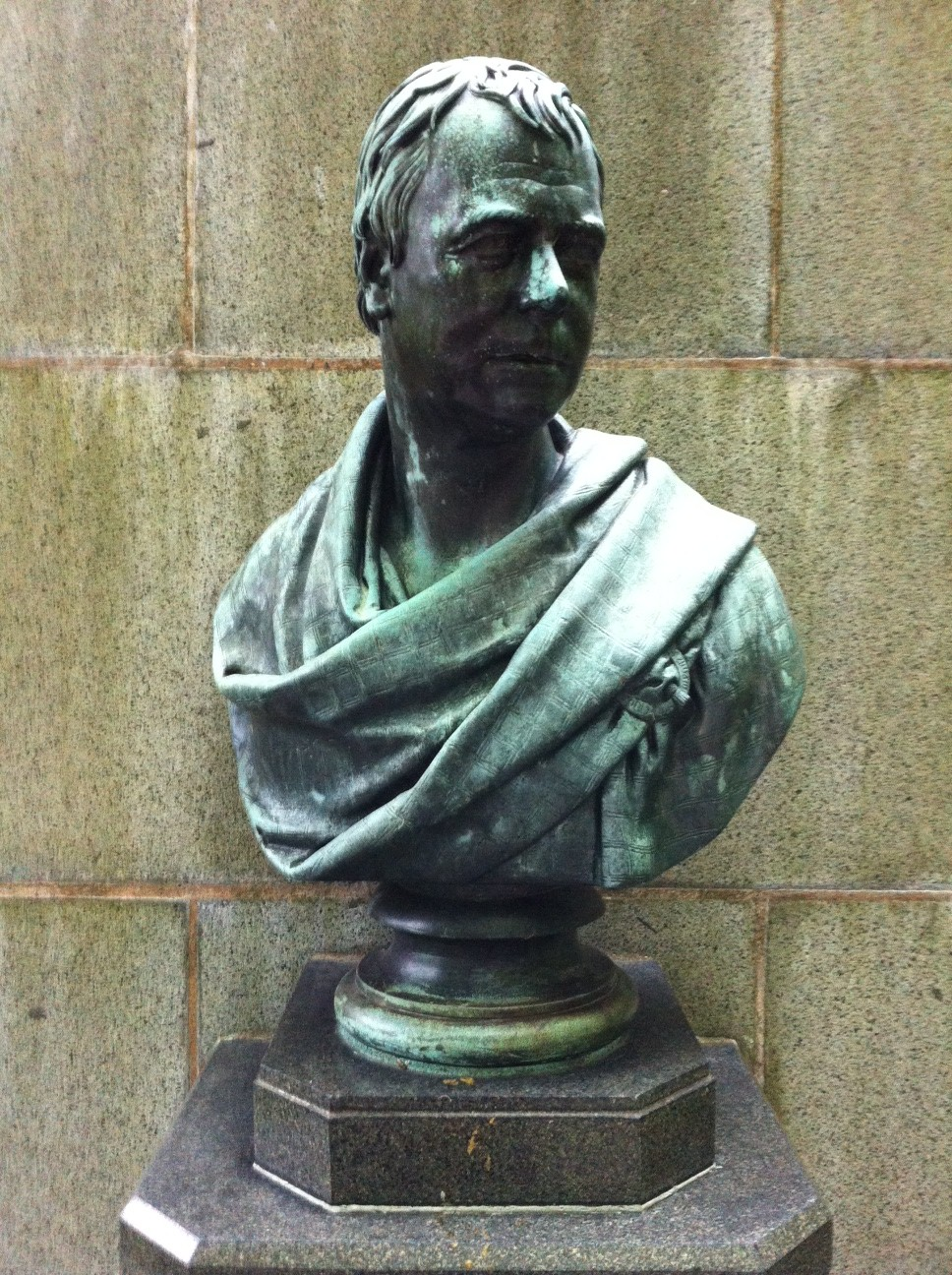
Sir Walter Scott, 1932, Victoria Park, Halifax
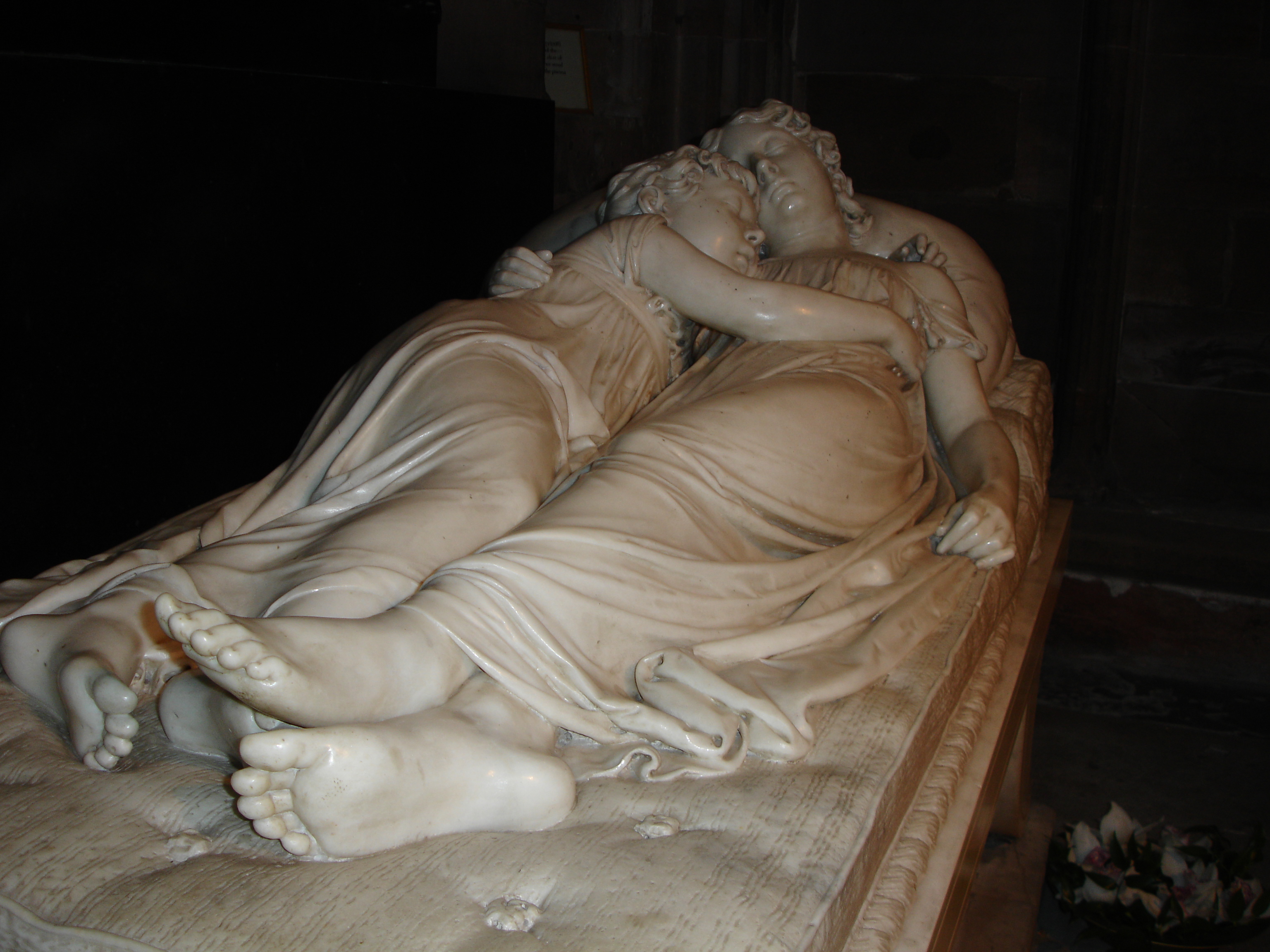
Bambini dormienti, Cenotafio di Ellen-Jane and Marianne Robinson, Cattedrale della Beata Vergine Maria e San Chad, Lichfield
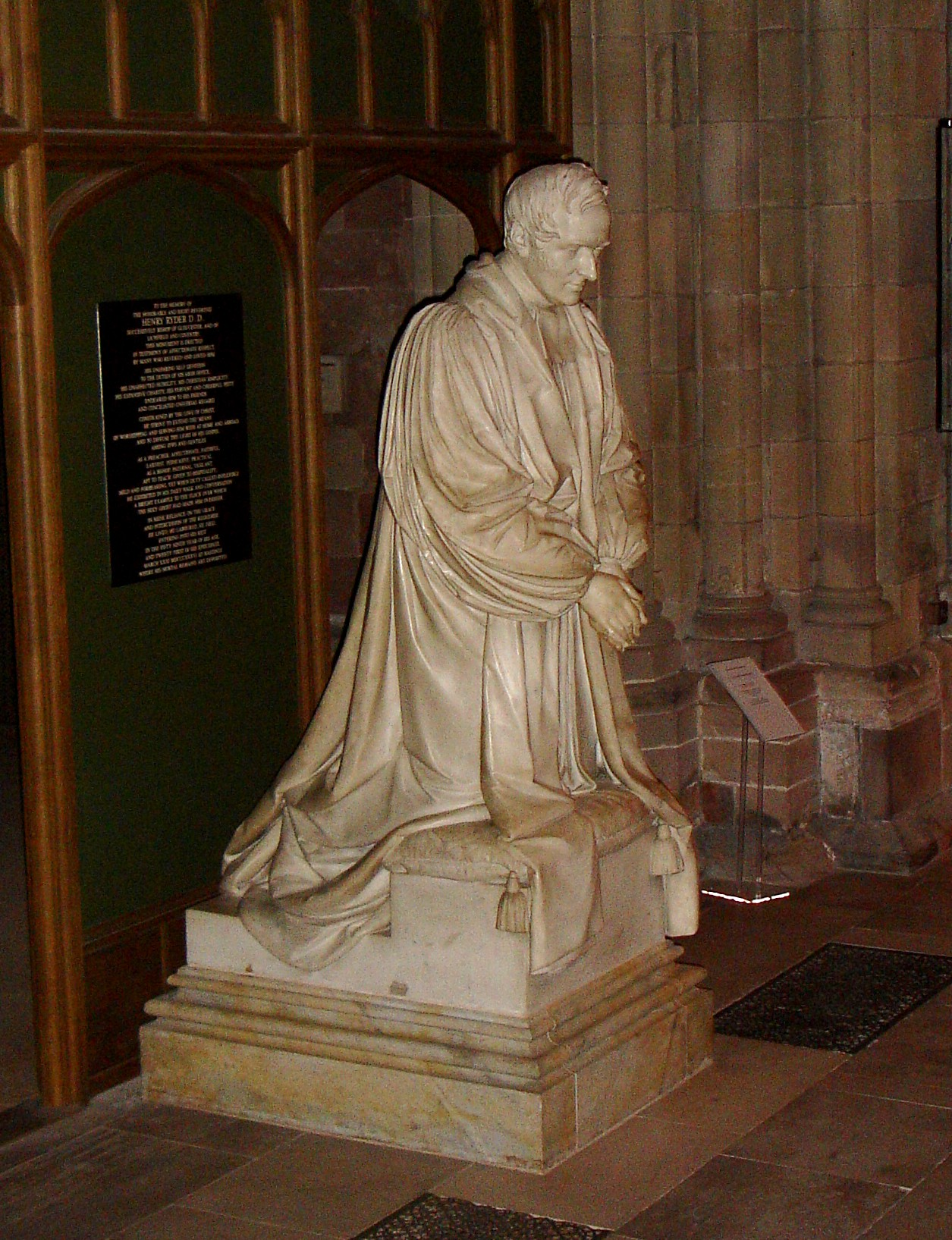
Monumento al Vescovo Henry Ryder, Cattedrale della Beata Vergine Maria e San Chad, Lichfield